# János Mátyus
János Mátyus (ur. 20 grudnia 1974 w Győrze) – węgierski piłkarz grający na pozycji środkowego obrońcy. W swojej karierze 34 razy zagrał w reprezentacji Węgier i strzelił w niej 3 gole. Od 2010 roku jest trenerem klubu Rákospalotai EAC.

## Kariera klubowa
Karierę piłkarską Mátyus rozpoczął w klubie Kispest-Honvéd. W 1993 roku awansował do kadry pierwszej drużyny i w sezonie 1993/1994 zadebiutował w jego barwach w pierwszej lidze węgierskiej. W 1996 roku zdobył z nim Puchar Węgier, a w 1998 roku odszedł do innego klubu z Budapesztu, Ferencvárosi TC. W Ferencvárosi TC występował przez półtora roku.
Na początku 2000 roku Mátyus przeszedł do niemieckiego Energie Cottbus. W Energie zadebiutował 13 lutego 2000 w meczu z Fortuną Köln (0:2). Wiosną 2000 awansował z Energie do pierwszej ligi niemieckiej. W Energie grał do 2002 roku.
Latem 2002 roku Mátyus odszedł z Energie do szkockiego Hibernianu. Po roku gry w szkockiej Premier League wyjechał do Austrii i został piłkarzem Admiry Wacker Mödling. W lidze Austrii swój debiut zanotował 23 lipca 2003 w meczu przeciwko SV Mattersburg (1:1). W Admirze Wacker spędził 2 lata.
W 2005 roku Mátyus wrócił na Węgry i został zawodnikiem Győri ETO FC. W 2007 roku został zawodnikiem drugoligowego Ferencvárosi TC. Z kolei jesienią 2008 grał w cypryjskim drugoligowcu, ASIL Lysis. W latach 2009–2010 ponownie grał w ojczyźnie – w drugoligowym klubie FC Tatabánya. W 2010 roku zakończył karierę.
| Sezon   | Klub                  | Kraj    | Rozgrywki                 | Mecze | Bramki |
| ------- | --------------------- | ------- | ------------------------- | ----- | ------ |
| 1993/94 | Kispest-Honvéd        | Węgry   | NB I                      | 11    | 0      |
| 1994/95 | Kispest-Honvéd        | Węgry   | NB I                      | 25    | 0      |
| 1995/96 | Kispest-Honvéd        | Węgry   | NB I                      | 22    | 4      |
| 1996/97 | Kispest-Honvéd        | Węgry   | NB I                      | 6     | 1      |
| 1997/98 | Kispest-Honvéd        | Węgry   | NB I                      | 30    | 6      |
| 1998/99 | Ferencvárosi TC       | Węgry   | NB I                      | 28    | 6      |
| 1999/00 | Ferencvárosi TC       | Węgry   | NB I                      | 10    | 1      |
| 1999/00 | Energie Cottbus       | Niemcy  | 2. Bundesliga             | 11    | 2      |
| 2000/01 | Energie Cottbus       | Niemcy  | Bundesliga                | 23    | 2      |
| 2001/02 | Energie Cottbus       | Niemcy  | Bundesliga                | 23    | 1      |
| 2002/03 | Hibernian             | Szkocja | Premier League            | 14    | 0      |
| 2003/04 | Admira Wacker Mödling | Austria | Bundesliga                | 28    | 1      |
| 2004/05 | Admira Wacker Mödling | Austria | Bundesliga                | 21    | 3      |
| 2005/06 | Győri ETO FC          | Węgry   | NB I                      | 21    | 3      |
| 2006/07 | Győri ETO FC          | Węgry   | NB I                      | 18    | 1      |
| 2007/08 | Ferencvárosi TC       | Węgry   | NB II                     | 26    | 5      |
| 2008/09 | ASIL Lysis            | Cypr    | Protathlima B’ Kategorias | ?     | ?      |
| 2008/09 | FC Tatabánya          | Węgry   | NB II                     | 21    | 3      |
| 2009/10 | FC Tatabánya          | Węgry   | NB II                     | 16    | 2      |

## Kariera reprezentacyjna
W reprezentacji Węgier Mátyus zadebiutował 25 marca 1998 roku w wygranym 3:2 towarzyskim meczu z Austrią. W swojej karierze grał w eliminacjach do Euro 2000 i MŚ 2002. W kadrze narodowej od 1998 do 2002 roku rozegrał 34 mecze i strzelił 3 gole. Wcześniej, w 1996 roku, zagrał na Igrzyskach Olimpijskich w Atlancie.